# Tervuren

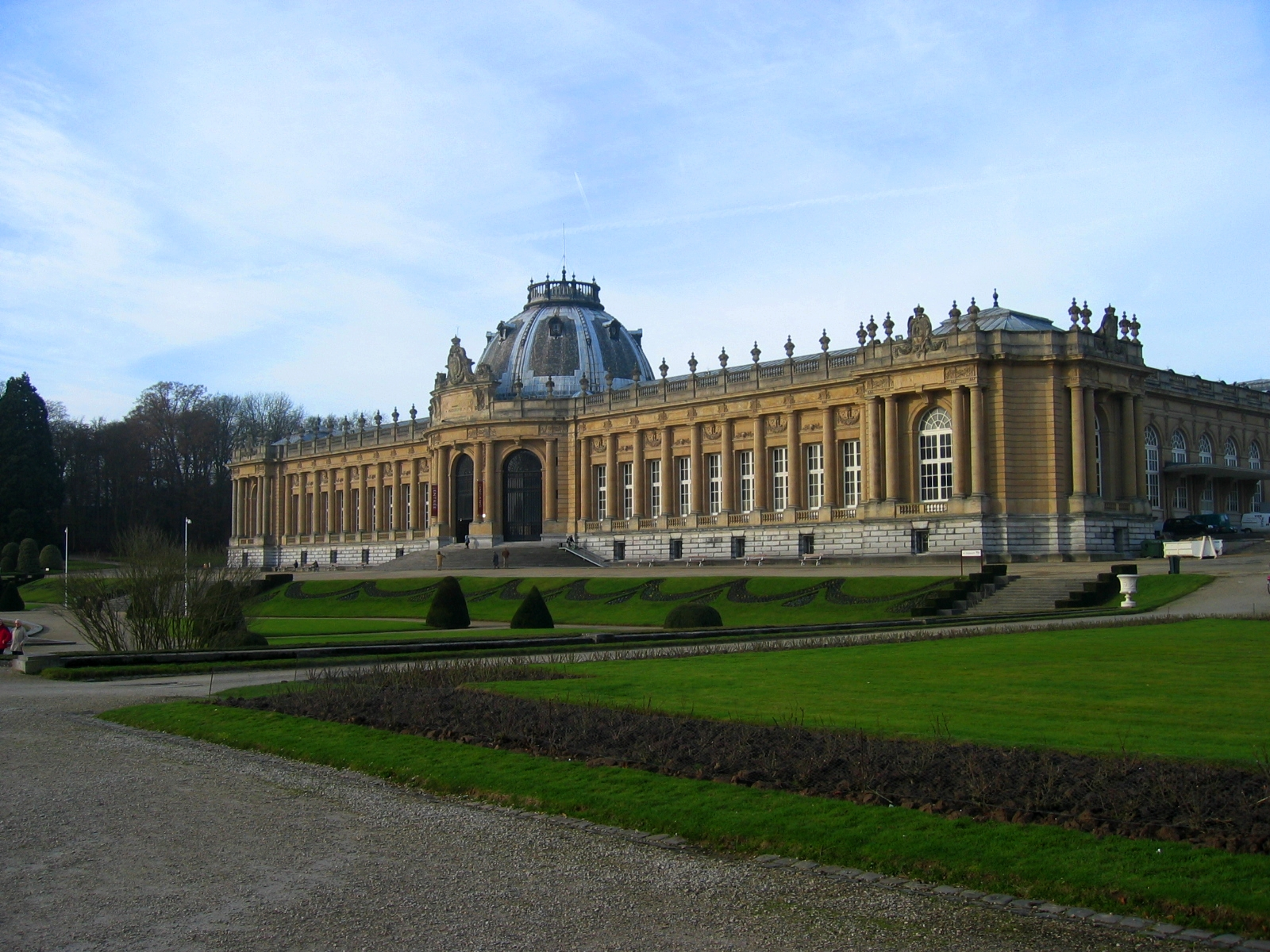
Museo Real de África Central.

Tervuren (en francés, Tervueren) es un municipio belga situado en Flandes, en la provincia de Brabante flamenco. Cuenta con 22.000 habitantes aproximadamente. 
En Tervuren se halla el Museo real de África central rodeado de un parque, antiguo dominio de caza del conde de Brabante y cerca del Bosque de Cuidados (Forêt de Soignes, Zoniënwoud). Sus estanques van formando la fuente del río al que la localidad debe su nombre. Algunos consideran a Tervuren el lugar donde murió Humberto de Lieja. Un documento de 1213 menciona que el duque Enrique I de Brabante construyó la fortaleza de madera que más tarde se convertiría en el castillo de Tervuren, residencia de los duques de Brabante entre los siglos XIV y XV y que fue arrasado en 1782.
El rey Leopoldo II de Bélgica, después de la exposición universal de 1897, construyó un palacio que acabó siendo el Museo Real de África Central que alberga una de las colecciones más importantes de arte y cultura africanos. Los archivos del explorador Henry Morton Stanley se conservan ahí.

## Demografía

### Evolución
El siguiente gráfico refleja la evolución demográfica, incluyendo municipios después de efectuada la fusión el 1 de enero de 1977.
| Gráfica de evolución demográfica de Tervuren entre 1846 y 2020 |
|                                                                |